# 이산화물
이산화물은 산소가 2개 붙어있는 산화물을 말한다. 산소 원자가 두 개 있더라도 과산화물이나 초과산화물은 이산화물이라고 하지 않는다.

## 상온에서 기체인 이산화물
- 이산화 염소
- 이산화 질소
- 이산화 탄소
- 이산화 황

## 상온에서 기체가 아닌 이산화물
- 이산화 규소
- 이산화 황
- 이산화 타이타늄
- 이산화 플루토늄
- 이산화 셀레늄
- 이산화 납
- 이산화 망가니즈
- 이산화 토륨
- 이산화 저마늄
- 이산화 폴로늄
- 이산화 제논

## 같이 보기
- 산화물